# Proceratophrys boiei
Proceratophrys boiei es una especie de ránidos que vive en Brasil.
Está amenazada de extinción por la pérdida de su hábitat natural.